# Poutní cesta Říp – Blaník
Poutní cesta Říp – Blaník je poutní cesta propojující dva významné vrcholy v České republice: Říp a Blaník. Navazuje tak na poutní cestu Blaník – Říp, kterou vytvořil spolek Cesta Česka v roce 2019. Jedná se o projekt nejen v oblasti turistiky, ale i v oblasti sebepoznání a osobního rozvoje. 

## Historie
294 kilometrů kilometrů dlouhá trasa, kterou vytvořil spolek Cesta Česka ve spolupráci s Klubem českých turistů, byla slavnostně otevřena na Den české státnosti, 28. září 2022, tedy necelé tři roky po prvním projektu organizace Cesta Česka – Poutní cestě Blaník – Říp.
Motto pouti je shodné s první poutní cestou, tedy „Poznej českou zemi a sám sebe.“

## Trasa
Putování je rozděleno na 4 etapy:
1. Říp – Libušín (70 km) – téma KROK DO TICHA A KLIDU
2. Libušín – Svatý Jan pod Skalou (75 km) – téma UMĚNÍ PROŽITKU
3. Svatý Jan pod Skalou – Kamýk nad Vltavou (73 km) – téma POTENCIÁL PŘÍTOMNÉHO OKAMŽIKU
4. Kamýk nad Vltavou – Blaník (76 km) – téma POZNÁNÍ VLASTNÍ HODNOTY

Cesta je značena tabulkami s logem a QR kódy. Předpokládaná doba putování je 14 dní a dle organizátorů ji lze buď ujít v kuse, anebo lze chodit i jednotlivé etapy. Každá z etap nabízí také téma k zamyšlení (např. poznání vlastní hodnoty, krok do ticha a klidu apod.).